# カム・クラーク
カム・クラーク（Cam Clarke、1957年11月6日 - ）は、アメリカ合衆国の男性声優、歌手。カリフォルニア州バーバンク出身。

## 概要
テレビ番組『THE HOLLYWOOD PALACE』でデビュー。声優としては1982年から活動している。声優デビューのきっかけはワーナー・ブラザースで働いていた義兄リック・デ・アゼヴェードの紹介だったと言う。ボイスオーバーワークショップで学んだ後、ルーピンクチームを設立し代表者となる。
父は俳優、演出家のロバート・クラーク。母は歌手のアリス・キング。義理の兄弟は作曲家のレックス・デ・アゼヴェードとプロデューサーのリック・デ・アゼヴェード。叔母は歌手のルイーズ・キングとイヴォンヌ・キング、マリリン・キング叔父はジャズ･ギタリストのアルヴィノ・レイ。義理の叔父は指揮者はバデイ・コール。いとこは女優、歌手のティナ・コール。はとこはシンガーソングライターのウィン・バトラー。
同性愛者である。

## 出演作品

### テレビアニメ
1973年
- やったぜムキムキ大作戦（歌声）

1984年
- The Snorks

1985年
- アニメ80日間世界一周（リゴドン）
- Captain Harlock and The Queen of a Thousand Years（ブライアン）
- ロボテック（マックス・スターリング、イエロー・ランサー）
- ワンワン三銃士（ダルタニヤン）

1986年
- 科学忍者隊ガッチャマン（コンドルのジョー、レッド・インパルス）
- Macron 1[5]（ジェイソン）

1987年
- 星銃士ビスマルク（フィリップ）

1988年
- ミュータント・タートルズ（レオナルド、ロックステディ、ラスプーチン 他）

1990年
- アタック・オブ・ザ・キラートマト・アニメイテッドシリーズ（イゴール）

1991年
- キャプテン・プラネット（ウーズ）
- ダックにおまかせ ダークウィング・ダック（少年）
- Where's Waldo?

1994年
- アラジンの大冒険（男）

1995年
- ガーゴイルズ（マックスウェル）
- マスク・アニメーション（ドク）
- ライオン・キングのティモンとプンバァ（シンバ）

1996年
- ガーゴイルズ（エリック）
- クワック・パック（ガス）

1997年
- スーパーマン（シド、ギャング）
- スパイダーマン（リード・リチャーズ/Mr.ファンタスティック）
- ジュマンジ（ピーター・シェパード（大人）、ジャスティン、車のセールスマン）
- 101匹わんちゃん（レックス・ハンター）
- メン・イン・ブラック・ザ・シリーズ

1998年
- カウ&チキン（警察官1）

2000年
- クリフォード（マック、K.C、マーク・ハワード、アナウンサー）

2001年
- ハウス・オブ・マウス（シンバ）

2002年
- ジャスティス・リーグ（救助隊員）

2003年
- ビリー&マンディ（アーウィンの兄、モンスター）

2004年
- 京極夏彦 巷説百物語（又四郎）
- ビリー&マンディ（男、テレビの子供、ユニコーン、イギリス人の船長）
- Megas XLR（ロボット）

2005年
- ウィッチ -W.I.T.C.H.-（コリンズ）
- デュエル・マスターズ（父親、アナウンサー2）
- NARUTO -ナルト-（緑青アオイ）
- ビリー&マンディ（ナレーター、子供2、店員）

2006年
- ウィッチ -W.I.T.C.H.-（議員）
- BLEACH（伊江村八十千和）

2009年
- きんきゅうしゅつどう隊 OSO（ワーリー・バード）
- ターミネーター サルベーション ザ マシニマ シリーズ（ラズ・ハワード）
- ハチミツとクローバー（真山巧）
- MONSTER（リヒァルト・ブラウン）

2010年
- ハチミツとクローバーII（真山巧）

2011年
- アベンジャーズ 地球最強のヒーロー（ドク・サムソン）
- エックスメン（プロフェッサーX）
- スター・ウォーズ/クローン・ウォーズ（オ＝メア）

2012年
- アルティメット・スパイダーマン（キャプテン・ウルトラ、パイルドライバー）
- 獣旋バトル モンスーノ（チェイス）

2017年
- Fate/Apocrypha（黒のキャスター / アヴィケブロン）

2019年
- 約束のネバーランド（悪魔B）

2021年
- 機動戦士ガンダムSEED DESTINY HDリマスター版

### 劇場アニメ
1983年
- Smurfs & The Magic Flute（ピーウィット）

1985年
- 風の谷のナウシカ（アスベル）※ニューワールド・ピクチャーズ版

1989年
- AKIRA（金田正太郎）※ストリームライン版

2004年
- クリフォード・ザ・ムービー（K.C、マーク・ハワード）

2007年
- 劇場版 NARUTO -ナルト- 大活劇!雪姫忍法帖だってばよ!!（風花早雪）

2008年
- 腰抜けヒーロー大冒険!!（ロバート）
- ナットのスペースアドベンチャー3D（レイ）

2009年
- 劇場版BLEACH The DiamondDust Rebellion もう一つの氷輪丸（伊江村八十千和）

2012年
- サミーとシェリー2 僕らの脱出大作戦（カモメ1）
- モンスター・ホテル

2016年
- コウノトリ大作戦!
- トロールズ

### OVA
1992年
- アラジン（アラジン）

1993年
- 帝都物語（鳴滝順一）
- ミッキー、ドナルド、グーフィーの三銃士

1998年
- スクービー・ドゥーのゾンビ島（ネビル）
- ライオン・キング2 シンバズ・プライド（シンバの歌声）

2000年
- リトル・マーメイドII Return to The Sea（フランダー）

2004年
- ミッキー・ドナルド・グーフィーの三銃士
- ライオン・キング3 ハクナ・マタタ

2004年
- ムーラン2（ループグループ）

2005年
- ターザン2（ADRループグループ）

2007年
- シンデレラ3 戻された時計の針

2013年
- LEGO Batman: The Movie - DC Superheroes Unite（グリーンランタン）

2019年
- ルパン三世 ルパンは今も燃えているか?

### Webアニメ
- HERO MASK（2018年、フレッド・ファラデー）※Netflix版

### ゲーム
1991年
- ティーンエージ ミュータント ニンジャ タートルズ タートルズ イン タイム（レオナルド）

1994年
- ライオン・キング（シンバ）

1998年
- メタルギアソリッド（リキッド・スネーク）

1999年
- メタルギアソリッド インテグラル（リキッド・スネーク）

2000年
- グランディアII（リュード）

2001年
- メタルギアソリッド2（リキッド・スネーク）

2002年
- エターナルダークネス 〜招かれた13人〜（アンソニー）
- Star Trek: Starfleet Command III

2003年
- メタルギアソリッド2 サブスタンス（リキッド・スネーク）

2004年
- コール オブ デューティー:ユナイテッド オフェンシブ（アンダーソン二等兵）
- シャーク・テイル（若い魚）
- Painkiller（ダニエル）
- メタルギアソリッド ザ・ツインスネークス（リキッド・スネーク）

2005年
- killer7（アンドレイ・ウルメイダ）

2006年
- キングダム ハーツII（シンバ）

2007年
- ゴッド・オブ・ウォーII 終焉への序曲（ヘラクレス）

2008年
- スパイダーウィックの謎（ノッカー）

2011年
- Star Wars: The Old Republic
- スカイランダース スパイロズ・アドベンチャー

2012年
- レゴ バットマン2 DCスーパーヒーロー（グリーンランタン、ナイトウィング）

2013年
- スカイランダース スワップフォース（サックルズ、シップ・マスター）

2022年
- Nickelodeon All-Star Brawl（レオナルド）※発売後のアップデートで追加[6]
- ミュータント タートルズ:シュレッダーの復讐（レオナルド）

### テレビドラマ
1970年
- 西部の王者ダニエル・ブーン（パスコJr.）

1986年
- L.A.ロー 七人の弁護士（レポーター4）

1993年
- ハリウッド・ナイトメア（Mr. バードの声）

1994年
- ハリウッド・ナイトメア（ロナルドの声）

1996年
- ハリウッド・ナイトメア（タドリーの声）

1997年
- ハイテク武装車バイパー2（パルスの声）
- 炎のテキサス・レンジャー（A.R.T.の声）

2009年
- HEROES（ラジオのアナウンサーの声）

### 実写映画
1993年
- ハックフィンの大冒険（声の出演）

2002年
- Dead Above Ground（ADRループグループ）

2005年
- 夢駆ける馬ドリーマー（声の出演）

2007年
- 鉄ワン・アンダードッグ（ブラウン犬の声）

2010年
- アニマル・ウォーズ 森林帝国の逆襲（バックグラウンドボイス）
- 妖精ファイター（声の出演）

2012年
- トータル・リコール（アナウンサーの声）

### 吹き替え
1982年
- 恐竜大戦争アイゼンボーグ

1994年
- 僕は、パリに恋をする（スティーブン）

2017年
- Suburra －暗黒街－

2018年
- エリート
- サマンサ!（監督）

2019年
- ヴァルハラ連続殺人事件（ペトゥル）

2020年
- 30 Coins（アロンソ）

2021年
- Paradise（ロッカ）

2022年）
- 史上空前の強盗: ブラジル中央銀行金庫破り事件（アントニオ・セルソ）
- 天の怒り（仲裁男）
- ファーストクラス これぞセレブな別世界（カルナス・メストレ）

### CM
1991年
- パートナーシップ・フォー・ドラッグフリー・アメリカ（レオナルドの声）

### その他
- Flip That House（ナレーター）
- ロボテック2 センチネル（マックス・スターリング）

## 音楽

### 歌
- 私たちはひとつ（『ライオン・キング2 シンバズ・プライド』挿入歌）

### アルバム
1997年
- Inside Out

## 参加作品

### OVA（スタッフ）
2013年
- LEGO バットマン:ザ・ムービー（音声演出、キャスティング）

### ゲーム（スタッフ）
2012年
- レゴ バットマン2 DCスーパーヒーロー（ボイスオーバーディレクター）

### 映画（スタッフ）
1995年
- ゴールド・ディガーズ 伝説の秘宝を追え!（声優キャスティング）

### テレビ映画（スタッフ）
2009年
- クリスマス・ウィズ・ザ・キング・ファミリー（コンサルティング・プロデューサー）